# Lewis Cook
Lewis John Cook (* 3. Februar 1997 in York) ist ein englischer Fußballspieler, der aktuell beim englischen AFC Bournemouth unter Vertrag steht. Zudem spielte er von 2017 bis 2018 für die  U-21-Nationalmannschaft und bestritt 2018 ein Länderspiel für die englische Fußballnationalmannschaft.

## Karriere

### Verein
Cook war seit der Saison 2014/15 fester Bestandteil der ersten Mannschaft des englischen Football League Championship Clubs Leeds United, nachdem er dort aus der eigenen U-18-Nachwuchsabteilung hervorgegangen war. Sein erstes Pflichtspiel machte Cook für den nordenglischen Traditionsverein am 9. August 2014, als man es am 1. Spieltag der 'Football League Championship gegen den FC Millwall zu tun hatte. Cook wurde 26 Minuten vor Schluss eingewechselt und Leeds verlor mit 0:2. Der zentrale Mittelfeldspieler brachte es in der Saison auf 36 weitere Einsätze, ehe er in der Saison 2015/16 zum absoluten Führungsspieler avancierte und 43 Spiele absolvierte, die meisten davon über die vollen 90 Minuten.
Durch sein enormes Potential wurden zunehmend Vereine auf ihn aufmerksam und so vermeldete der englische Erstligaverein aus der Premier League, der AFC Bournemouth, am 8. Juli 2016 Cook als Neuzugang für die Spielzeit 2016/17. In Bournemouth unterschrieb Lewis Cook bis zum 30. Juni 2020. Die Ablösesumme beläuft sich auf umgerechnet sieben Millionen Euro, wobei die Ablösesumme inklusive Boni circa zwölf Millionen ansteigen kann. Mit seiner neuen Mannschaft spielte er vier Spielzeiten in der höchsten englischen Spielklasse, ehe der FC Bournemouth in der Premier League 2019/20 aus der ersten Liga abstieg. Lewis Cook bestritt in der Abstiegssaison 27 Ligaspiele und blieb dem Verein auch nach dem Abstieg treu. Der angestrebte direkte Wiederaufstieg misslang in der EFL Championship 2020/21 durch ein Halbfinal-Aus in den Aufstieg-Play-offs gegen den späteren Aufsteiger FC Brentford.

### Nationalmannschaft
Lewis Cook durchlief ab der englischen U-16-Fußballnationalmannschaft alle Jugendnationalmannschaften seines Landes und ist aktueller Nationalspieler der englischen U-21 und auch der A-Nationalmannschaft, in der er am 27. März 2018 gegen Italien in einem Testspiel sein Debüt feierte. Mit der englischen U-17 wurde er 2014 in Malta U-17-Europameister, nachdem England im Finale die niederländische U-17 mit 4:1 im Elfmeterschießen bezwingen konnte sowie 2017 in Südkorea U-20-Weltmeister nach einem 1:0 über Venezuela.

## Titel und Erfolge
- U-17-Europameister 2014
- U-20-Weltmeister: 2017